# Comté de Davie
Le comté de Davie est un comté situé dans l'État de Caroline du Nord aux États-Unis.

## Histoire
Le comté s'est constitué en 1836 à partir du comté de Rowan. Il a été nommé en l'honneur de William Richardson Davie, gouverneur de Caroline du Nord de 1798 à 1799.

## Communautés

### Towns
- Bermuda Run
- Cooleemee
- Mocksville

### Census-designated places
- Advance

## Démographie
| 1840  | 1850  | 1860  | 1870  | 1880   | 1890   |
| ----- | ----- | ----- | ----- | ------ | ------ |
| 7 574 | 7 866 | 8 494 | 9 620 | 11 096 | 11 621 |

| 1900   | 1910   | 1920   | 1930   | 1940   | 1950   |
| ------ | ------ | ------ | ------ | ------ | ------ |
| 12 115 | 13 394 | 13 578 | 14 386 | 14 909 | 15 420 |

| 1960   | 1970   | 1980   | 1990   | 2000   | 2010   |
| ------ | ------ | ------ | ------ | ------ | ------ |
| 16 728 | 18 855 | 24 599 | 27 859 | 34 835 | 41 240 |